# Vassily Sinaisky

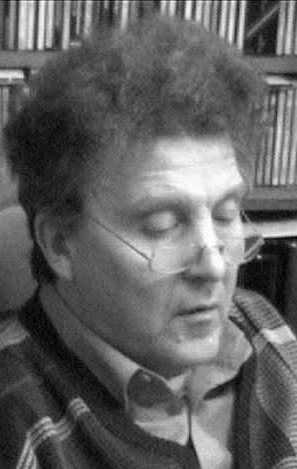
Vassily Sinaisky (2006)

Vassily Sinaisky (russisch Васи́лий Серафи́мович Сина́йский, Transkription Wassili Serafimowitsch Sinaiski, wiss. Transliteration Vasilij Serafimovič Sinajskij, englisch Vassily Sinaisky; * 20. April 1947 in Abez, Republik Komi) ist ein russischer Dirigent und Pianist. Er ist seit 2020 Chefdirigent der Janáček-Philharmonie Ostrava.

## Leben
Sinaisky studierte Dirigieren bei Ilja Alexandrowitsch Mussin am Sankt Petersburger Konservatorium und startete seine Karriere bei Kirill Kondraschin am Moskauer Philharmonischen Orchester. 1973 belegte er den ersten Platz beim Karajan-Wettbewerb in Berlin.
Von 1975 bis 1987 bekleidete er die Position eines Chefdirigenten beim Lettischen Nationalen Sinfonieorchester und von 1991 bis 1996 beim Moskauer Philharmonischen Orchester. Dazu war er während dieser Zeit erster Gastdirigent in den Niederlanden beim Nederlands Philharmonisch Orkest. Danach setzte er seine berufliche Karriere als Musikdirektor am Staatlichen Akademischen Sinfonieorchester Russlands, dem bis dahin von Jewgeni Swetlanow geleiteten früheren Staatlichen Sinfonieorchester der UdSSR, fort, eine Position, die er bis 2002 bekleidete. Dazu wirkte er von 1996 bis Januar 2012 als erster Gastdirigent am BBC Philharmonic Orchestra, mit dem er auch etliche Tonträger für Chandos einspielte, zum Beispiel mit Kompositionen von Karol Szymanowski, Rodion Schtschedrin, Mili Balakirew, Nikolai Rimski-Korsakow und Franz Schreker sowie mit einer Serie von Filmmusik von Dmitri Schostakowitsch. Sinaisky trägt seither den Titel Conductor Emeritus des Orchesters. Vom Januar 2007 bis zur Saison 2010–2011 war er Chefdirigent am Malmö Sinfonieorchester, mit dem er Tonträger für Naxos mit Werken von Franz Schmidt aufnahm. Von 2009 bis 2010 wirkte er als Hausdirigent am Bolschoi-Theater, bevor er im August 2010 als Musikdirektor und Chefdirigent die Gesamtleitung des Orchesters übernahm. Im Dezember 2013 trat er wegen unüberbrückbarer Meinungsverschiedenheiten mit dem Direktor des Bolschoi-Theaters, Wladimir Urin, von allen seinen Posten in Moskau mit sofortiger Wirkung zurück. Seit dieser Zeit wechselte er seinen Wirkungsbereich als Gastdirigent bei den Sankt Petersburger Philharmonikern, dem Rundfunk-Sinfonieorchester Berlin, dem Orchestre Philharmonique du Luxembourg, den Wiener Symphonikern, dem Cleveland Orchestra und anderen.

## Tonträger
- Shostakovich: Film Music Vol. 1.  Chandos 10023
- Shostakovich: Film Music Vol. 2.  Chandos 10183
- Balakirev: Symphony 1, Overture King Lear, In Bohemia.  Chandos 24129
- Liadov: Baba Yaga, Enchanted Lake, Kikimora. Chandos 9911
- Tchaikovsky – Piano Concerto No. 1 in B-flat minor, Op. 23 / Grieg – Piano Concerto in A minor, Op. 16. Denis Kozhukhin, Vassily Sinaisky, Rundfunk-Sinfonieorchester Berlin. PENTATONE (Label) PTC 5186566 (2016).